# Río Oeiras
El río Oeiras (en portugués: ribeira de Oeiras) es un río del suroeste de la península ibérica perteneciente a la cuenca hidrográfica del Guadiana, que discurre por la región del Alentejo, en Portugal.

## Curso
El Oeiras nace en la Sierra del Caldeirão. Realiza un recorrido en sentido suroeste-nordeste a lo largo de unos 91 km que atraviesan los municipios de Almodôvar y Mértola, donde desemboca en la margen derecha del río Guadiana, dentro del parque natural del Valle del Guadiana.

## Fuente
- Esta obra contiene una traducción  derivada de «Ribeira de Oeiras» de Wikipedia en portugués, publicada por sus editores bajo la Licencia de documentación libre de GNU y la Licencia Creative Commons Atribución-CompartirIgual 4.0 Internacional.